# Sven-Göran Johansson
Sven-Göran Johansson, född 29 april 1943 i Västerås, är en svensk simmare. Han tävlade för Västerås SS.
Johansson tävlade i två grenar (4 x 200 meter frisim och 400 meter frisim) för Sverige vid olympiska sommarspelen 1960 i Rom. På 4 x 200 meter frisim var han en del av Sveriges lag som slutade på sjätte plats. På 400 meter frisim blev Johansson utslagen i försöksheatet.
Johansson tog SM-brons på 200 meter frisim (långbana) 1959 och 1962. Han tog SM-silver 1961 och brons 1962 på 200 meter frisim (kortbana). Johansson tog SM-silver 1962 och brons 1960 på 400 meter frisim (långbana). Han tog SM-silver 1962 på 1500 meter frisim (långbana). Johansson tog SM-brons 1960 på 200 meter medley (kortbana). Johansson tog även brons på 800 meter frisim vid kortbane-SM 1963. Tävlingen på 800 meter frisim avgjordes i Borås trots att huvudmästerskapet avgjordes i Malmö.